# کریستین اسلیتر
کریستین مایکل لئونارد اسلیتر (انگلیسی: Christian Michael Leonard Slater؛ زاده ۱۸ اوت ۱۹۶۹) یک هنرپیشه اهل ایالات متحده آمریکا و برنده جایزه گلدن گلوب بازیگری است. وی از سال ۱۹۸۱ میلادی تاکنون مشغول فعالیت بوده است

## فیلم‌شناسی
فهرست برخی از فیلم‌هایی که کریستین اسلیتر در آن‌ها به ایفای نقش پرداخته است:

### فیلم‌
- قتل درجه یک
- افسانه بیلی ژان-۱۹۸۵
- نام گل سرخ-۱۹۸۶
- تاکر: مردی در رؤیاهای خود-۱۹۸۸
- هثرها-۱۹۸۸
- ناامید از عشق-۱۹۸۹
- ورای ستارگان-۱۹۸۹
- جادوگر-۱۹۸۹
- مکعب درخشان-۱۹۸۹
- داستان‌هایی از تاریکی: فیلم-۱۹۹۰
- ولوم را بالا ببرید-۱۹۹۰
- اسلحه‌های جوان ۲-۱۹۹۰
- رابین هود: شاهزاده دزدان-۱۹۹۱
- بزهکاران-۱۹۹۱
- پیشتازان فضا ۶: کشور کشف‌نشده-۱۹۹۱
- کافس-۱۹۹۲
- فرنگولی: آخرین جنگل بارانی-۱۹۹۲
- قلب رام‌نشده-۱۹۹۳
- داستان عاشقانه واقعی-۱۹۹۳
- مصاحبه با خون‌آشام-۱۹۹۴
- جیمی هالیوود-۱۹۹۴
- قتل درجه یک-۱۹۹۵
- بستری از گل‌های رز-۱۹۹۶
- پیکان‌های شکسته-۱۹۹۶
- آستین پاورز: مرد بین‌المللی رمز و راز-۱۹۹۷
- جولیان پو-۱۹۹۷
- ریحان-۱۹۹۷
- باران سخت-۱۹۹۸
- اوضاع خیلی بد-۱۹۹۸
- رقیب-۲۰۰۰
- ۳۰۰۰ مایل به گریسلند-۲۰۰۱
- زولندر-۲۰۰۱
- پول کثیف-۲۰۰۲
- رمزگویان باد-۲۰۰۲
- کلتیس توت کیست؟-۲۰۰۲
- نقابدار و ناشناس-۲۰۰۳
- چرچیل: سال‌های هالیوود-۲۰۰۴
- شکارچیان ذهن-۲۰۰۴
- اعتراف به گناه-۲۰۰۴
- تنها در تاریکی-۲۰۰۵
- معامله-۲۰۰۵
- بابی-۲۰۰۶
- مرد توخالی ۲-۲۰۰۶
- او مرد آرامی بود-۲۰۰۷
- جریان پس‌رو-۲۰۰۷
- ده فرمان-۲۰۰۷
- عشق دروغ خونریزی-۲۰۰۸
- ایگور-۲۰۰۸
- کادیلاک دولن-۲۰۰۹
- وهم‌ها و دروغ‌ها-۲۰۰۹
- کاوش کوانتومی: سفر فضایی کاسینی-۲۰۱۰
- قربانی-۲۰۱۱
- قتل‌های رودخانه-۲۰۱۱
- اسلحه‌ها، دختران و قمار-۲۰۱۱
- بدون مردان-۲۰۱۱
- پلی‌بک-۲۰۱۲
- سربازان ثروت-۲۰۱۲
- ال گرینگو-۲۰۱۲
- شگفت‌انگیز عجیب-۲۰۱۲
- سپیده‌دم سوار-۲۰۱۲
- گلوله قاتل-۲۰۱۲
- گلوله به سر-۲۰۱۳
- کمی از قدرت-۲۰۱۳
- سرگردان-۲۰۱۳
- نیمفومینیاک-۲۰۱۳
- همه چیز از من بپرس-۲۰۱۴
- راه شریران-۲۰۱۴
- جکوزی ماشین زمان ۲-۲۰۱۵
- خاطرات آدرال-۲۰۱۵
- شاه کبرا-۲۰۱۶
- اجلاس سران-۲۰۱۷
- همسر-۲۰۱۷
- عموم-۲۰۱۸
- ما می‌توانیم قهرمان باشیم-۲۰۲۰
- چوپا-۲۰۲۳
- آزاد-۲۰۲۳
- بدون یخ-۲۰۲۴
- دوبار چشمک بزن-۲۰۲۴

### مجموعه تلویزیونی
- آقای ربات(مجموعه تلویزیونی)
- دکستر: گناه اصلی(مجموعه تلویزیونی)